# Amallothrix arcuata
Amallothrix arcuata är en kräftdjursart som först beskrevs av Sars 1920.  Amallothrix arcuata ingår i släktet Amallothrix och familjen Scolecitrichidae. Inga underarter finns listade i Catalogue of Life.